# Nonsuch Palace

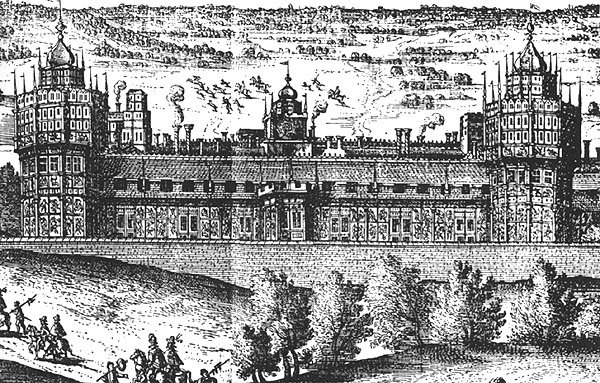
En samtida träsnitt av
Nonsuch Palace

Nonsuch Palace var ett kungligt Tudorslott som byggdes av Henrik VIII i Surrey, nära Epsom, där Cuddington tidigare legat. Byn Cuddington och dess kyrka revs för att göra plats för palatset. Slottet revs i slutet av 1600-talet och delar av det användes i andra byggnader. På platsen finns inte längre några spår av palatset, men vissa delar finns på British Museum. 

## Historik
Nonsuch Palace var möjligen det mest storslagna av Henrik VIII:s byggnadsprojekt[källa behövs]. Uppförandet inleddes 22 april 1537, bara sex månader efter Henriks son Edvards födelse. Palatset ritades som en hyllning till Tudorättens storhet och makt och för att rivalisera mot Frans I:s Chambord. Till skillnad från många andra av Henrik VIII:s palats byggdes inte Nonsuch Palace på en äldre byggnad utan han valde att bygga ett helt nytt palats på denna plats då den låg nära en av hans främsta jaktmarker. Det tog nio år att uppföra palatset och kostade minst 24 000 pund (över 101 miljoner pund i 2009 års penningvärde) på grund av dess rikliga ornamentering. Det var ett nyckelverk för införandet av renässansstil i England. Bara tre samtida bilder av slotten finns kvar och de avslöjar inte särskilt mycket, varken av slottets utformning eller dess detaljer. Platsen grävdes ut 1959–1960. Detta var en nyckelhändelse i den brittiska arkeologihistorien, då det var en av de första eftermedeltida platserna som grävdes ut och utgrävningen lockade över 60 000 besökare medan den pågick. 
Palatsets plan är ganska enkel, med inre och yttre borggårdar och befästa vakthus. I norr var det befäst i medeltida stil, men den södra fasaden hade utsmyckningar i renässansstil, med höga åttkantiga torn på var sida. Den yttre borggården var enkel, men den inre borggården var smyckad med  stuckaturpaneler gjutna i högrelief.
Palatset var ej färdigställt då Henrik VIII avled 1547. Hans äldsta dotter Maria I sålde det till earlen av Arundel. Det återkom i kunglig ägo på 1590-talet och förblev så fram till 1670, då Karl II gav det till sin älskarinna Barbara Villiers. Hon lät riva det 1682.
Palatset låg i den västra sidan av Nonsuch Park och bör inte blandas samman med Nonsuch Mansion, vilket ligger i den östra delen av parken. 